# Cohousing
Eine Cohousing-Siedlung ist eine geplante Gemeinschaft und Wohnform aus privaten Wohnungen, die durch Gemeinschaftseinrichtungen ergänzt werden. Eine Cohousing-Siedlung ist häufig Eigentum der Bewohner und wird gemeinsam geplant und bewirtschaftet, mit dem Ziel, die Interaktion der Nachbarn zu fördern.
In der Regel gibt es Speiseräume und zentrale Küchen, in denen die Bewohner abwechselnd für die Gemeinschaft kochen können. Gemeinschaftlich genutzt werden häufig auch Freizeit- und Veranstaltungsräume, Werkstätten, Waschküchen, Büroräume und Bibliotheken. Große Gemeinschaften können etwa über Internetcafés,  Kindertagesstätten und Fitnessstudios verfügen.
Planung und Gestaltung von Cohousing-Siedlungen sollen gemeinsame soziale Aktivitäten und Alltagsplanung ermöglichen und unterstützen. Die gemeinsame Ressourcennutzung und -planung der Kommune bietet wirtschaftliche und ökologische Vorteile.

## Herkunft des Cohousing
Ein Vorreiter in der Entwicklung von Cohousing-Projekten war Dänemark. Besonders seit den 60er Jahren fanden sich Gruppen und Familien zusammen, die den modernen individuellen Lebensstil mit dem ausgeprägten Gemeinwesen früherer Zeiten verbinden wollten. Mittlerweile existiert in Nordeuropa eine größere Anzahl Cohousing-Siedlungen.
Der Begriff Cohousing wurde in Nordamerika von den Architekten Kathryn McCamant und Charles Durrett eingeführt, die in Dänemark Architektur studierten und dortige Wohnprojekte kennenlernten. In den USA und Kanada gibt es inzwischen mehr als 150 Cohousing - Projekte (im engeren Sinne) und über 100 weitere in der Planungs- oder Aufbauphase.

## Definitionen und Merkmale des Cohousing
Cohousing bezeichnet ein ganzes Spektrum innovativer Wohnprojekte. Durch die Vielfältigkeit der sich selber so bezeichnenden Wohnformen wird gelegentlich der Blick auf die ureigensten Anliegen von Cohousing (speziell die nachhaltige Gemeinschaftsbildung) erschwert.
McCamant and Durett schlagen vier Merkmale zur Definition einer Cohousing-Gemeinschaft vor:
1. Beteiligungsprinzip: Cohousing-Gemeinschaften werden unter aktiver Beteiligung der künftigen Bewohner gebildet, geplant und entwickelt.
2. Beabsichtigte Gemeinschaft: Als einer von mehreren Faktoren zur Schaffung eines starken Gemeinschaftsbewusstseins ist die Architektur auf größtmögliche Förderung der sozialen Kontakte ausgerichtet.
3. Großzügige Gemeinschaftseinrichtungen: Diese ergänzen und erweitern die individuellen Wohneinheiten im sozialen und praktisch-alltäglichen Bereich und beinhalten zumindest ein Gemeinschaftshaus mit Gemeinschaftsküche und Essbereich sowie diverse Infrastruktur (gemeinschaftliche Waschmaschinen und Wäschetrockner, Kinderspielräume, Freizeiträume und vieles andere mehr).
4. Selbstverwaltung: Die Bewohner sind eigenverantwortlich für Betrieb und Erhaltung der Wohnanlage (obwohl die praktische Durchführung dieser Aufgabe auch delegiert werden kann).

Viele Gemeinschaften organisieren sich in nicht-hierarchischen Strukturen. Die Bewohner übernehmen in der Gemeinschaft verantwortliche Positionen, generelle Entscheidungen werden jedoch von der Allgemeinheit getroffen.
Obwohl es einzelne Projekte mit kommunetären Ansätzen gibt, verbleiben Einkommen und Finanzen in der Regel beim Einzelnen und jeder Haushalt ist finanziell von der Gemeinschaft unabhängig.
Als Unterscheidungsmerkmal zu anderen innovativen Wohnformen können die Gemeinschaftseinrichtungen herangezogen werden. Sie sind nicht nur zur gelegentlichen Nutzung gedacht, sondern explizit dem praktisch-alltäglichen Bereich zugeordnet. Auch gewöhnliche Haushaltsaufgaben sollen aus dem individuellen Wohnbereich in die Gemeinschaftsräume übertragen werden, wo sie gemeinschaftlich organisiert und rationeller erledigt werden können. Erste Beobachtungen legen damit einen geringeren Flächenbedarf bei gleichem Nutzwert nahe als dies bei herkömmlichen Wohnverhältnissen der Fall ist, was zur Entschärfung von Flächennutzungskonflikten in urbanen Gebieten beitragen könnte.
Cohousing im engeren Sinn umfasst stets die Rationalisierung und Vereinfachung alltäglicher Verrichtungen und Haushaltsaufgaben.  Dadurch kann eine wesentliche Einsparung beim individuellen Zeit- und Geldaufwand für diese Tätigkeiten erzielt werden, was natürlich auch das Vorhandensein und eine entsprechende Nutzung geeigneter Gemeinschaftseinrichtungen voraussetzt. Das Ausmaß dieser Einsparung ist ein höchst bedeutsamer Faktor für den langfristigen Erfolg einer (vermittels Cohousing) beabsichtigten Gemeinschaftsbildung.